# Chrysler Airflow
Chrysler Airflow byla řada luxusních vozů, které vyráběla automobilka Chrysler v letech 1934 až 1937. Chrysler Airflow byl prvním americkým sériovým automobilem s karosérií, která byla testovaná v aerodynamickém tunelu. Studie konkurenčního vozu Briggs Dream Car, kterou navrhl automobilový designér nizozemského původu John Tjaarda pro společnost Ford Motor Company byla sice na Světové výstavě v Chicagu prezentována již v roce 1933, ale k sériové výrobě ze studie odvozeného vozu došlo až v roce 1936.
Chrysler Airflow znamenal pro Chrysler výraznou změnu v automobilovém designu, ale nakonec byl kvůli nedostatečnému přijetí na trhu a kontroverznímu vzhledu komerčně neúspěšný (celkem bylo za čtyři roky vyrobeno méně než 29 600 vozů, pokud sečteme všechny varianty modelu z různých let a jednotlivé karosářské verze). 

## Konkurence a odvozené modely
Konkurencí pro Chrysler Airflow byly mnohem prodávanější Lincoln-Zephyr (vznikl na základě již zmíněné studie Briggs Dream Car; vyráběl se v letech 1936 až 1942 a po přerušení v důsledku úplného přechodu na válečnou výrobu ještě v letech 1945 až 1948), LaSalle (značka divize Cadillac v rámci koncernu General Motors) a Packard One-Twenty.
Chrysler uvedl na trh také sesterský model pod značkou DeSoto (DeSoto Airflow), podobný vzhled a tvar karosérie byl nabízen také u modelu Chrysler Imperial. V roce 2022 Chrysler oznámil, že jméno Chrysler Airflow bude znovu použito pro elektrický crossover SUV automobil. Designová studie vozu Chrysler Airflow EV byla poprvé představena na New York International Auto Show na jaře 2022.

## Původ a vývoj

### Testování v aerodynamickém tunelu
Tři inženýři ze společnosti Chrysler: Carl Breer, Fred Zeder a Owen Skelton, zahájili ve spolupráci s pionýrem letectví Orvillem Wrightem sérii testů v aerodynamickém tunelu, aby zjistili, které tvary jsou aerodynamicky efektivní a současně vyhovující pro konstrukci automobilu. Chrysler postavil v Highland Parku aerodynamický tunel a do dubna 1930 otestoval nejméně 50 zmenšených modelů. Inženýři Chrysler zjistili, že tehdejší konstrukce automobilů je natolik aerodynamicky neefektivní, že menšího odporu vzduchu bylo dosaženo, pokud model vozu umístili jako by byl řízen pozpátku. 

### Zvýšení tuhosti karosérie
Na základě poznatků o různých tvarech začali inženýři zkoumat novou konstrukci nejen kvůli odporu vzduchu, ale také proto, aby dosáhli vyšší tuhosti při nižší hmotnosti, než jaké bylo možné dosáhnout s konvenčním odděleným rámem a karoserií. Navržený tvar vozu tak představoval lehkou a zároveň pevnou konstrukci, a také zvýšení poměru výkonu a odporu, protože lehčí a aerodynamičtější karoserie umožňovala vzduchu karosérii lépe obtékat, místo toho, aby se zachytával o vzpřímené tvary, jako jsou mřížky chladiče, světlomety nebo čelní sklo.

### Zlepšení rozložení hmotnosti
Problémem konstrukce tehdejších vozů však nebyl pouze velký aerodynamický odpor a nízká tuhost karosérie, ale také rozložení hmotnosti mezi nápravy. Přibližně 65 % hmotnosti připadlo na zadní nápravu. Při plném obsazení vozu cestujícími se rozložení hmotnosti ještě více zhoršilo a dosáhlo 75 % nebo více na zadních kolech. Důsledkem příliš odlehčené přední nápravy byly nebezpečné jízdní vlastnosti na kluzkých silnicích. Kromě toho, vzhledem k velkému zatížení zadní nápravy, bylo nutno použít silná listová péra a cestující tak byli vystaveni nepohodlné jízdě v důsledku tvrdého odpružení. 
A právě u dražších automobilů, které byly vybavovány stále výkonnějšími motory, se ve vyšších rychlostech odlehčení přední nápravy projevovalo ještě mnohem nebezpečněji. Letečtí odborníci upozorňovali na to, že špatné proudění vzduchu při vysokých rychlostech bude dále nadlehčovat přední nápravu. Praxe tyto obavy více než potvrdila, např. jeden britský majitel Bugatti uvedl, že při vysokých rychlostech se přední kola úplně nadzvedávala a jednou se tlakem vzduchu dokonce utrhl blatník.

### Souhrnné výhody konstrukce
Všechny tyto tři problémy (aerodynamický odpor, tuhost karosérie a rozložení hmotnosti) se snažila řešit konstrukce vozu Chrysler Airflow. Testování v aerodynamickém tunelu výrazně zlepšilo obtékání vzduchu a zabránilo nadlehčování přední nápravy vztlakem vzduchu. Nová konstrukce zvýšila tuhost karosérie. Motor byl ve srovnání s tradičními automobily té doby posunut dopředu nad přední kola a všichni pasažéři seděli více vpředu, takže cestující na zadních sedadlech nebyli přímo nad zadní nápravou, ale kousek před ní. Bylo tak dosaženo rozložení hmotnosti přibližně 54 % nad předními koly, při plném obsazení vozu se téměř vyrovnalo na poměr 50:50. Vůz tak měl nejen mnohem lepší jízdní vlastnosti a dynamiku, ale jízda byla také pohodlnější v důsledku komfortnějšího odpružení.

### Komerční neúspěch
Přes tuto pokrokovou koncepci a výborné vlastnosti, zákazníci projevili o vůz jen malý zájem a vyráběl se pouze čtyři roky, přičemž v posledním roce výroby (1937) byla produkce redukována na jediný model (Airflow Eight), který byl nabízen pouze ve dvou karosářských verzích: jako dvoudvéřové kupé a čtyřdveřový sedan. Naproti tomu konkurenční Lincoln-Zephyr se vyráběl mnohem déle a setkal se s daleko větším zájmem zákazníků. Chrysler se po tomto komerčním neúspěchu vrátil k mnohem tradičnějším návrhům jednotlivých modelů a další vůz s obdobně koncipovanou karosérií Chrysler vyrobil až v roce 1960, v době kdy byl design modelů Chrysler považován za zastaralý a nestylový (šlo tzv. Forward Look, který navrhl designér Virgil Exner).

## Galerie

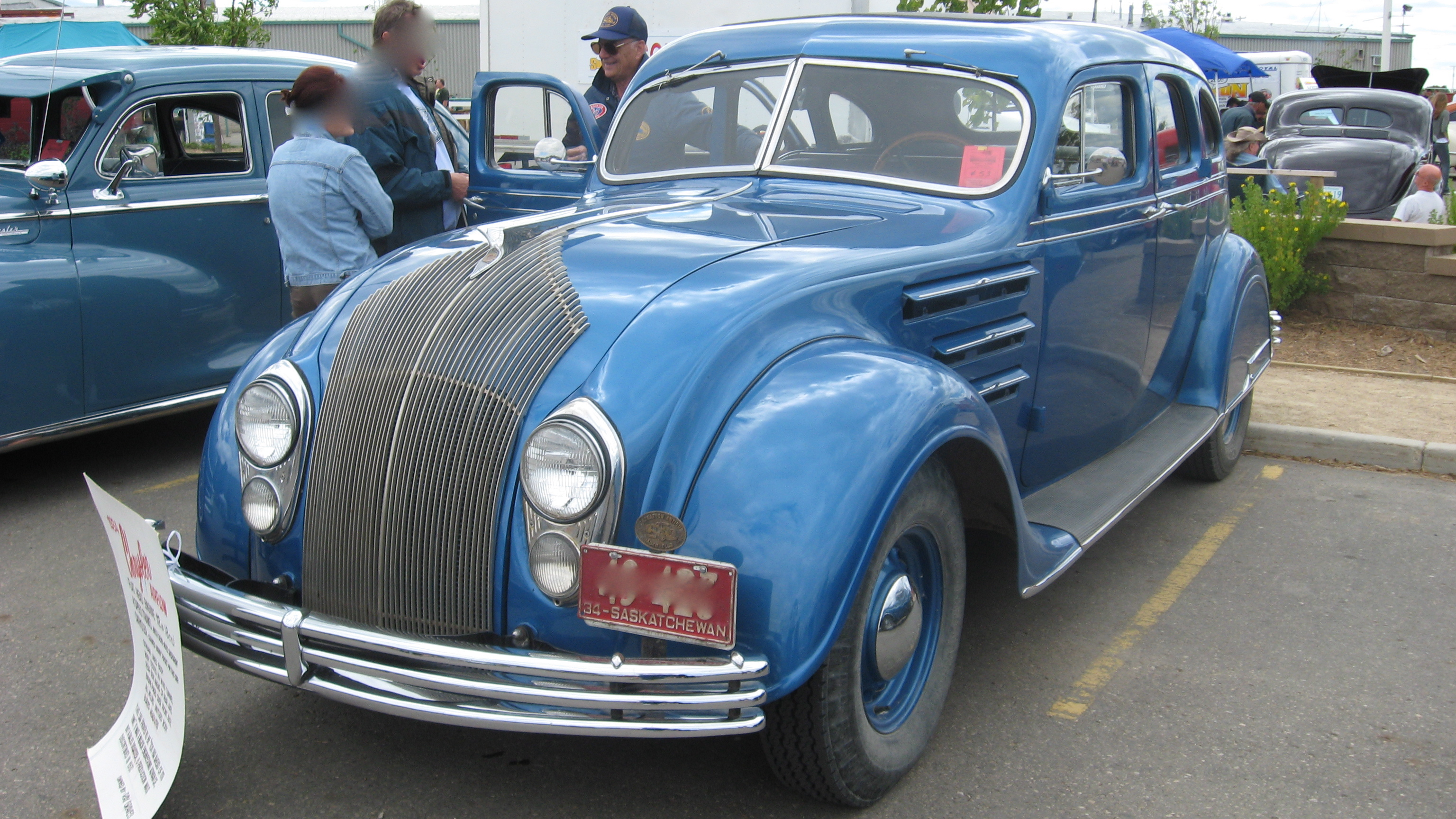
1934 Chrysler Airflow
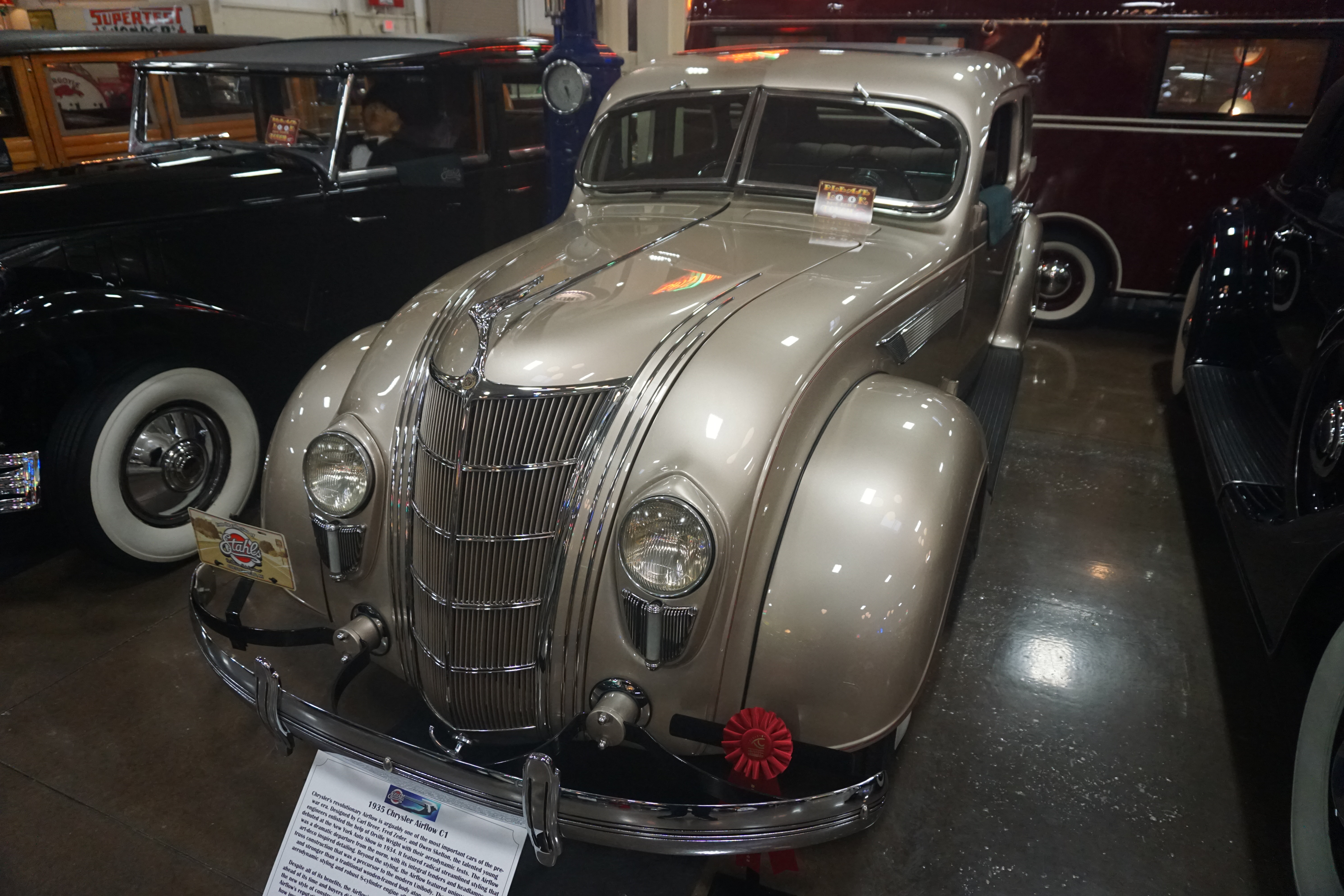
1935 Chrysler Airflow, Stahls Automotive Collection
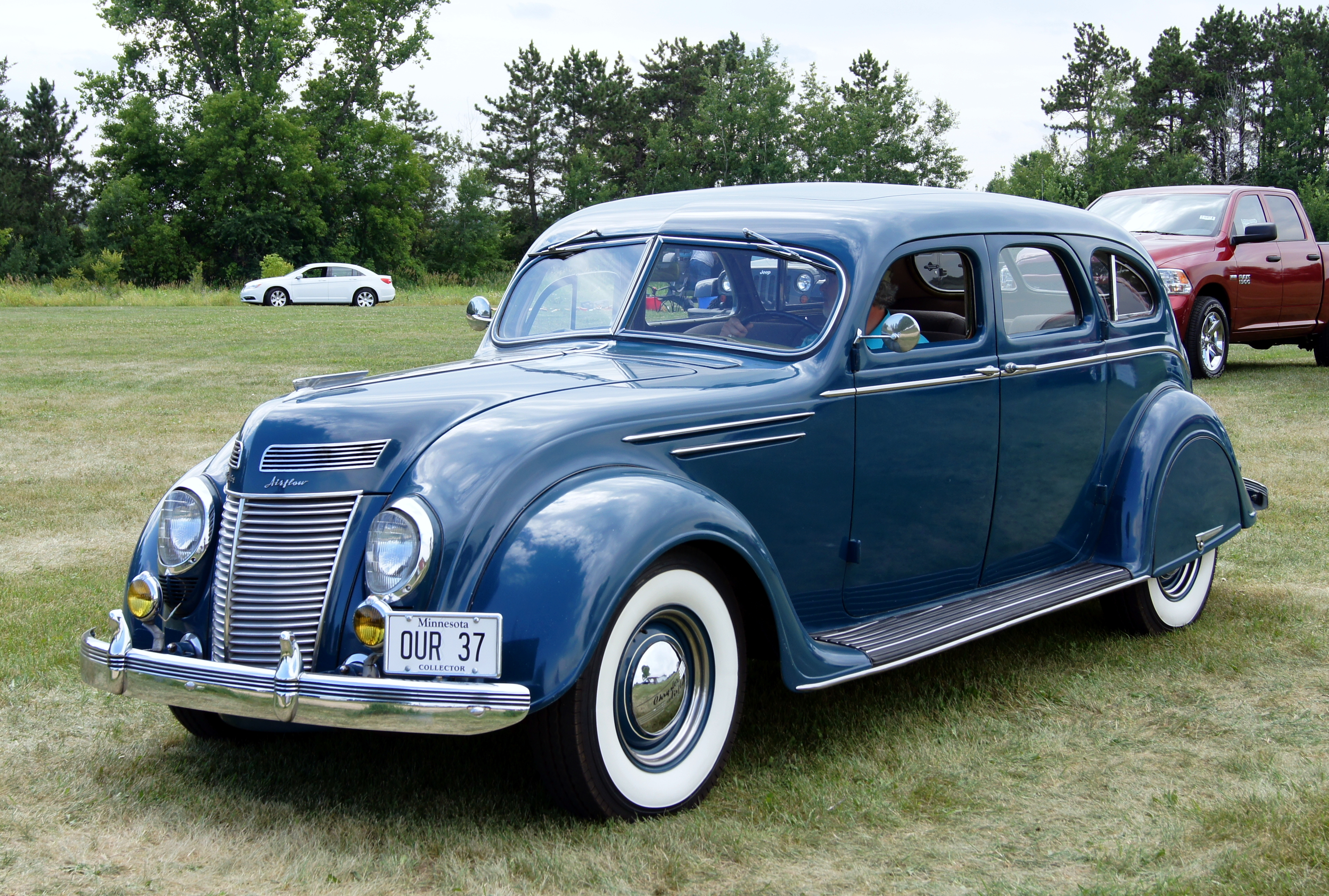
1937 Chrysler Airflow, verze sedan
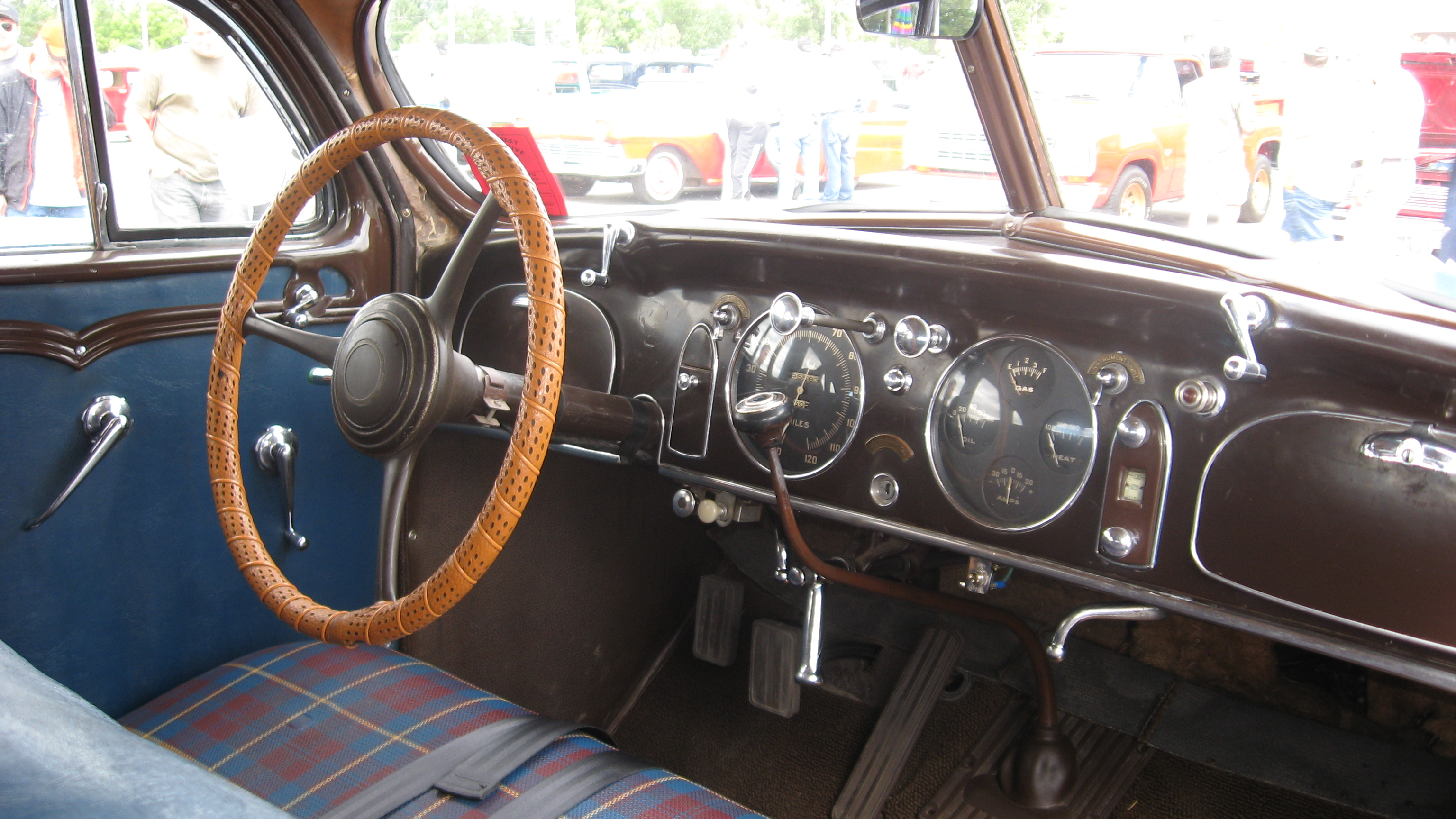
1934 Chrysler Airflow: velmi stylizovaný interiér